# Nataber
Nataber (Aotus) er en slægt af vestaber. Slægten er den eneste i familien Aotidae.
Nataber kan som de eneste aber blive ramt af den ofte dødelige, menneskelige malariaparasit Plasmodium falciparum, hvilket gør dem anvendelige som forsøgsdyr i malariaforskningen.

## Beskrivelse
Nataber har store brune øjne. Størrelsen forbedrer deres natsyn og dermed evnen til at være nataktiv. Ørerne er næsten skjult, hvilket har givet nataberne det videnskabelige slægtsnavn Aotus, der betyder 'uden ører'. Der findes kun få oplysninger om vilde natabers vægt, men ud fra de data, der er kendt lader det til, at hanner og hunner vejer det samme. Arten Aotus azarae fra det centrale Sydamerika vejer mest med en vægt på omkring 1250 gram, mens Aotus brumbacki vejer mindst med en vægt mellem 455 og 875 gram. Nataber måler cirka 34 cm i højden.

## Levested
Nataber findes i Panama, Colombia, Ecuador, Peru, Brasilien, Paraguay, Argentina, Bolivia og Venezuela. De arter, der lever i de største højder, har normalt den tykkeste pels. Nataber lever både i uberørt urskov og der hvor der tidligere har fundet skovhugst sted.

## Adfærd
Alle arter af nataber er nataktive og den eneste egentlig nataktive gruppe af aber. En undtagelse er underarten Aotus azarae azarae, der både kan være aktiv dag og nat. Nataber kan frembringe et stort antal forskellige lyde, der kan inddeles i otte forskellige typer. De kan ikke skelne farver, idet de har et monokromatisk syn, hvilket er usædvanligt blandt vestaber. Dette skyldes sandsynligvis deres nataktive levevis. De er i stand til at skelne finere detaljer ved lave lysintensiteter end andre primater, hvilket hjælper dem til at kunne fange insekter og bevæge sig om natten. Nataber lever i familiegrupper, der består af par og deres endnu ikke fuldvoksne unger. Familiegrupperne forsvarer territorier ved hjælp af kaldestemmer og duftmarkeringer.
Nataber er monogame og alle individer indgår i par. Kun en enkelt unge fødes en gang om året. Hannen står for hovedparten af pasningen. Moren bærer kun ungen i den første uges tid. Dette menes at være til fordel for ungen og mindsker morens energibehov. Voksne individer bliver af og til udstødt fra gruppen af andre individer af samme køn.

## Klassifikation
Man troede tidligere, at der kun fandtes en enkelt natabe-art, men mener nu at der er 11 forskellige arter:
Familie Aotidae
- Slægt Aotus
  - Aotus lemurinus
  - Aotus zonalis
  - Aotus griseimembra
  - Aotus jorgehernandezi
  - Aotus brumbacki
  - Aotus trivirgatus
  - Aotus vociferans
  - Aotus azarae
  - Aotus miconax
  - Aotus nancymaae
  - Aotus nigriceps